# Kaliforniai álom (televíziós sorozat)
A Kaliforniai álom (eredeti cím: California Dreams) egy 1992-es amerikai televíziós sorozat. Az öt évad alatt hetvennyolc epizód készült el. Magyarországon a Magyar Televízió mutatta be 1996. április 16-án.

## Cselekmény
A történet egy együttesről, a Kaliforniai Álom-ról szól, melynek tagjai: Matt és Jenny Garrison, Tiffani Smith, Tony Wicks és Sly Winkle. Matt az együttes vezetője, húga Jenny, énekes, zongorista, Tiffany a basszusgitáros, Tony a dobos, Sly pedig az együttes producere. A sorozatban szerepet kapott még Matt és Jenny Garrison családja is, apa Richard, az anya Melody és a kisöccsük Denis.
A második évadban az alkotók a sorozat frissítése érdekében kiírták a Garrison család nem zenész tagjait a sorozatból, helyettük kerültek be Jake Sommers gitáros és Samantha "Sam" Woo, a hongkongi cserediák. Jenny Olaszországba ment tanulni.
A harmadik évadban, Matt elhagyta a sorozatot, szerepét Sly félénk New York-i unokatestvére Mark Winkle vette át a zenekarban. Ezenkívül a csapat Lorena Costával bővül, aki egy gazdag család lánya.

### A sorozat vége
A gimnáziumi évek után Tiffany azt tervezi, hogy Hawaii-ra megy tengerbiológusnak, Sam Angliába költözik fizikát tanulni, Tony egy ismeretlen helyen tanul tovább, Mark visszaköltözik New Yorkba, és jelentkezik a Juilliard-ra, Sly és Lorena pedig a Pacific Egyetemre mennek. Mindenki izgatottan várja az egyetemi éveket, kivéve Jake-et, aki azt szeretné, ha a zenekar együtt maradna. Amikor egy zenei producer lemezszerződést ajánl Jake-nek, eleinte vonakodik, majd a többiek unszolására elfogadja az ajánlatot.

## Szereplők
| Szerep                 | Színész              | Magyar hang               |
| ---------------------- | -------------------- | ------------------------- |
| Sylvester "Sly" Winkle | Michael Cade         | Hamvas Dániel             |
| Tiffani Smith          | Kelly Packard        | Zsigmond Tamara           |
| Jake Sommers           | Jay Anthony Franke   | Tóth Barnabás             |
| Matt Garrison          | Brent Gore           | Markovics Tamás           |
| Samantha "Sam" Woo     | Jennie Kwan          | Dögei Éva                 |
| Lorena Costa           | Diana Uribe          | Varga Zsuzsa Madarász Éva |
| Mark Winkle            | Aaron Jackson        | Morassi László            |
| Tony Wicks             | William James Jones  | Seszták Szabolcs          |
| Keith Del              | Burke Bryant         |                           |
| Richard Garrison       | Michael Cutt         | Faragó József             |
| Jenny Garrison         | Heidi Noelle Lenhart | Pacziga Mónika            |
| Dennis Garrison        | Ryan O'Neill         | Szevetlov Balázs          |
| Melody Garrison        | Gail Ramsey          | Ősi Ildikó                |

## Epizódok
| Évad | Évad | Részek száma | Részek száma | Eredeti sugárzás     | Eredeti sugárzás   | Eredeti adó | Magyar sugárzás   | Magyar sugárzás  | Magyar adó       |
| Évad | Évad | Részek száma | Részek száma | Évadbemutató         | Évadzáró           | Eredeti adó | Évadbemutató      | Évadzáró         | Magyar adó       |
| ---- | ---- | ------------ | ------------ | -------------------- | ------------------ | ----------- | ----------------- | ---------------- | ---------------- |
|      | 1.   | 13           | 13           | 1992. szeptember 12. | 1992. december 5.  | NBC         | 1996. április 16. | 1996. május 3.   | Magyar Televízió |
|      | 2.   | 18           | 18           | 1993. szeptember 11. | 1994. február 5.   | NBC         | 1996. május 6.    | 1996. május 30.  | Magyar Televízió |
|      | 3.   | 17           | 17           | 1994. szeptember 10. | 1995. január 7.    | NBC         | 1996. május 31.   | 1996. július 1.  | Magyar Televízió |
|      | 4.   | 15           | 15           | 1995. szeptember 9.  | 1996. január 6.    | NBC         | 1996. június 5.   | n. a.            | Magyar Televízió |
|      | 5.   | 15           | 15           | 1996. szeptember 7.  | 1996. december 14. | NBC         | 1996. június 17.  | 2000. január 26. | Magyar Televízió |

## Fordítás
- Ez a szócikk részben vagy egészben  a   California Dreams című angol Wikipédia-szócikk fordításán alapul.  Az eredeti cikk szerkesztőit annak laptörténete sorolja fel. Ez a jelzés csupán a megfogalmazás eredetét és a szerzői jogokat jelzi, nem szolgál a cikkben szereplő információk forrásmegjelöléseként.

## Külső hivatkozások
- Magyar honlap
- Emlékszünk még? Kaliforniai álom